# Russ Millions
Russ Millions, pseudonimo di Shylo Batchelor Ashby Milwood (Londra, 20 marzo 1996), è un rapper britannico.

## Biografia
Originario di Lewisham, la sua famiglia ha origini nigeriane, in particolare Yoruba. Milwood ha iniziato a pubblicare musica in modo indipendente dal 2016, usando gli pseudonimi di Russ Splah o semplicemente Russ. La sua svolta commerciale è avvenuta a fine 2018, quando il suo singolo Gun Lean è arrivato al 9º posto della Official Singles Chart britannica, divenendo il primo brano UK drill ad irrompere nella top ten del paese. Grazie al successo della canzone il rapper ha firmato un contratto discografico con la Virgin Records.
Nell'aprile 2019 ha collaborato con il connazionale Tion Wayne nel brano Keisha & Becky, arrivato al settimo posto della classifica dei singoli e certificato in seguito doppio platino dalla British Phonographic Industry per aver distribuito oltre 1,2 milioni copie. Sempre con Wayne, il 25 marzo 2021 ha pubblicato il singolo Body, che è diventata la prima numero uno di Russ Millions nella classifica britannica, riscuotendo alterno successo anche in altri paesi come Australia, Irlanda e Nuova Zelanda, dove ha svettato le hit parade locali. In seguito diversi artisti come Fivio Foreign, Murda, Jack Harlow e gli italiani Rondodasosa e Capo Plaza hanno pubblicato delle versioni remix del brano. Il 1º luglio viene pubblicato il singolo Big Shark, accompagnato da un video musicale in cui è presente un cameo della collega Stefflon Don.

## Discografia

### EP
- 2020 – Russ Hour
- 2020 – My Son: The EP
- 2023 – Freedom

### Mixtape
- 2023 – One of a Kind
- 2024 – Shylo

### Singoli
- 2018 – Trick or Treat (feat. Lattz)
- 2018 – Gun Lean
- 2019 – Keisha & Becky (con Tion Wayne)
- 2019 – Mr Sheeen (con Digga D)
- 2019 – VidaLoca (con Pressa & Taze)
- 2021 – Body (con Tion Wayne)
- 2021 – Big Shark
- 2021 – 6:30
- 2022 – Backseat
- 2022 – 6am in Dubai (con YV e Buni)
- 2022 – Baba (Toma Tussi)
- 2022 – Fall in Love
- 2022 – Talk to Me Nice
- 2022 – Pisces (feat. Krept and Konan)
- 2022 – One of a Kind (con French the Kid e A1 x J1)
- 2023 – Detty
- 2023 – UK Guys (con Loski)
- 2023 – One Man
- 2023 – International (con Uzi)
- 2023 – 6ix (con Buni e YV feat. CH (GMD), RA & TeeRowdy)
- 2024 – Canarsie (con Fivio Foreign)
- 2024 – Night Gown (con IQ)
- 2024 – Killy Gipsy (con JC Reyes e Big Papa313)
- 2024 – Love Language (con Buni e TeeRowdy)
- 2024 – Nostalgia (con Buni e Oboy feat. RA)
- 2024 – Nossa postura (con TZ da Coronel e DJ Alle da Coro feat. Cupula)
- 2024 – Saint (con Aarne e G Herbo feat. Imanbek)
- 2024 – We Won (con Tion Wayne)
- 2024 – ADHD (con Buni)

## Riconoscimenti
- BRIT Awards
  - 2022 – Candidatura alla Canzone dell'anno per Body[17]

- Global Awards
  - 2022 – Candidatura al Miglior artista hip hop o R&B[18]

- MOBO Awards
  - 2021 – Canzone dell'anno per Body (Remix)[19]
  - 2021 – Candidatura al Miglior artista drill[20]

- Urban Music Awards
  - 2021 – Candidatura al Miglior artista britannico per Body[21]
  - 2021 – Candidatura al Miglior artista maschile[21]
  - 2021 – Candidatura al Miglior video musicale del 2021 per Body[21]